# Renata Ferrari Legorreta
Renata Ferrari Legorreta (Cuernavaca, México) es una bióloga e investigadora mexicana que se ha especializado en la creación de modelos de ecosistemas marinos. Su trabajo se ha enfocado en la ciencia de la conservación de ecosistemas a través de técnicas multidisciplinares como el trabajo de campo, la teledetección 3D y modelos estadísticos avanzados. Con ello ha combinado datos de campo y de laboratorio para predecir las trayectorias de los ecosistemas en el espacio y en el tiempo. Sus investigaciones, relacionadas sobre todo con los modelos 3D, buscan continuar avanzando en la comprensión de los impactos del cambio climático en los arrecifes de coral.

## Educación y experiencia profesional
Realizó sus estudios de Licenciatura en Ciencias Biológicas en la Universidad de las Américas en México. Posteriormente, obtuvo su doctorado en Ecología Tropical Marina en la Universidad de Queensland en Australia. También realizó una estancia posdoctoral en Australian Centre for Field Robotics en la Escuela de Ciencias Biológicas de la Universidad de Sídney.
Ha trabajado como investigadora en el modelo de ecosistemas para Australian Institute of Marine Science (AIMS), es colíder de Ecological Intelligence Communities y del proyecto Ecosystem Adaptation. A lo largo de su experiencia profesional se ha concentrado en desarrollar modelos cuantitativos para mejorar la comprensión de la influencia de la irradiancia bentónica en la biodiversidad del fondo marino. Asimismo, su investigación ha apoyado proyectos a través de colaboraciones, que han incorporado herramientas 3D para comprender, por ejemplo, la variación espacial en las tasas naturales de recuperación y adaptación de las comunidades de coral en un océano que se calienta. Sus aportaciones científicas han permitido la adopción de herramientas 3D en programas de gestión, monitoreo y restauración de arrecifes.
También forma parte del los comités Australian Coral Reef Society, Australian Marine Science Association, 3D Ecological Modeling Hub en la Universidad de Sídney y del grupo Statistics and Modeling en el AIMS.

## Publicaciones
Sus publicaciones se relacionan con la conservación de ecosistemas marinos y la teledetección 3D. Cuenta con 7 publicaciones y ha sido citada 1,777 veces.
- LM Bland, TJ Regan, MN Dinh, R Ferrari, DA Keith, R Lester, D Mouillot, NJ Murray, HA Nguyen, E Nicholson (2017) Using multiple lines of evidence to assess the risk of ecosystem collapse. Proc. R. Soc. B 284 (1863).[7]

- Ferrari R (2017) The hidden structure in coral reefs. Coral Reefs doi:10.1007/s00338-017-1540- 6 [IF 3.0].[8]

- Ferrari R, Bryson M, Bridge TCL, Hustache J, Williams SB, Byrne M and Figueira WF (2016) Quantifying the response of structural complexity and community composition to environmental change in marine communities. Global Change Biology doi:10.1111/gcb.13197 [Impact Factor 8.04].[9]

- Ferrari R, McKinnon D, He H, Smith RN, Corke P, González-Rivero M, Mumby P, Upcroft B (2016) Quantifying multiscale habitat structural complexity : a cost-effective framework for underwater 3D modelling. Remote Sensing 8(2): 113 doi:3390/rs8020113 [IF 3.18].[10]

- Gonzalez-Rivero M, Bozec YM, Chollett I, Ferrari R, Schonberg CHL, Mumby PJ (2016) Asymmetric competition prevents the outbreak of an opportunistic species after coral reef degradation. Oecologia 181: 161-173 doi:10.1007/s00442-015-3541-x [IF 3.01].[11]

- Malcolm H, Jordan A, Schultz AL, Smith SDA, Ingleton T, Foulsham E, Linklater M, Davies P, Ferrari R, Hill N, Lucieer V (2016) Integrating seafloor hábitat mapping and fish assemblage patterns improves spatial management planning in a marine park. Journal of Coastal Research. Special Issue 75(2): 1292-1296 doi: 10.2112/SI75-259 [IF 0.98].[12]

- Figueira W, Ferrari R, Weatherby E, Porter A, Hawes S, Byrne M (2015) Accuracy and precision of habitat structural complexity metrics derived from underwater photogrammetry Remote Sensing 7(12): 16883-16900 doi:3390/rs71215859 [IF 3.01].[13]

## Métricas de autor
Según Scopus en julio de 2021, tiene:
- 31 artículos
- 1212 citas bibliográficas
- índice h: 19